# 25-m²-Einheitskielyacht
Die 25-m²-Einheitskielyacht, auch Malteserkreuzer genannt,  wurde vor 1935 von Henry Rasmussen gezeichnet. Sie ist ein Sportsegelboot für zwei Mann Rennbesatzung. Ein Malteserkreuz auf dem Großsegel ist das  Klassenzeichen. Die 25-m²-Einheitskielyacht ist ein Langkieler in Rundspantbauweise (mit S-Schlag) aus Mahagoni-Holz. Sie ist slupgetakelt mit Großsegel und Fock. Die 25-m²-Einheitskielyacht ist mit einer flachen Kajüte ausgestattet. 

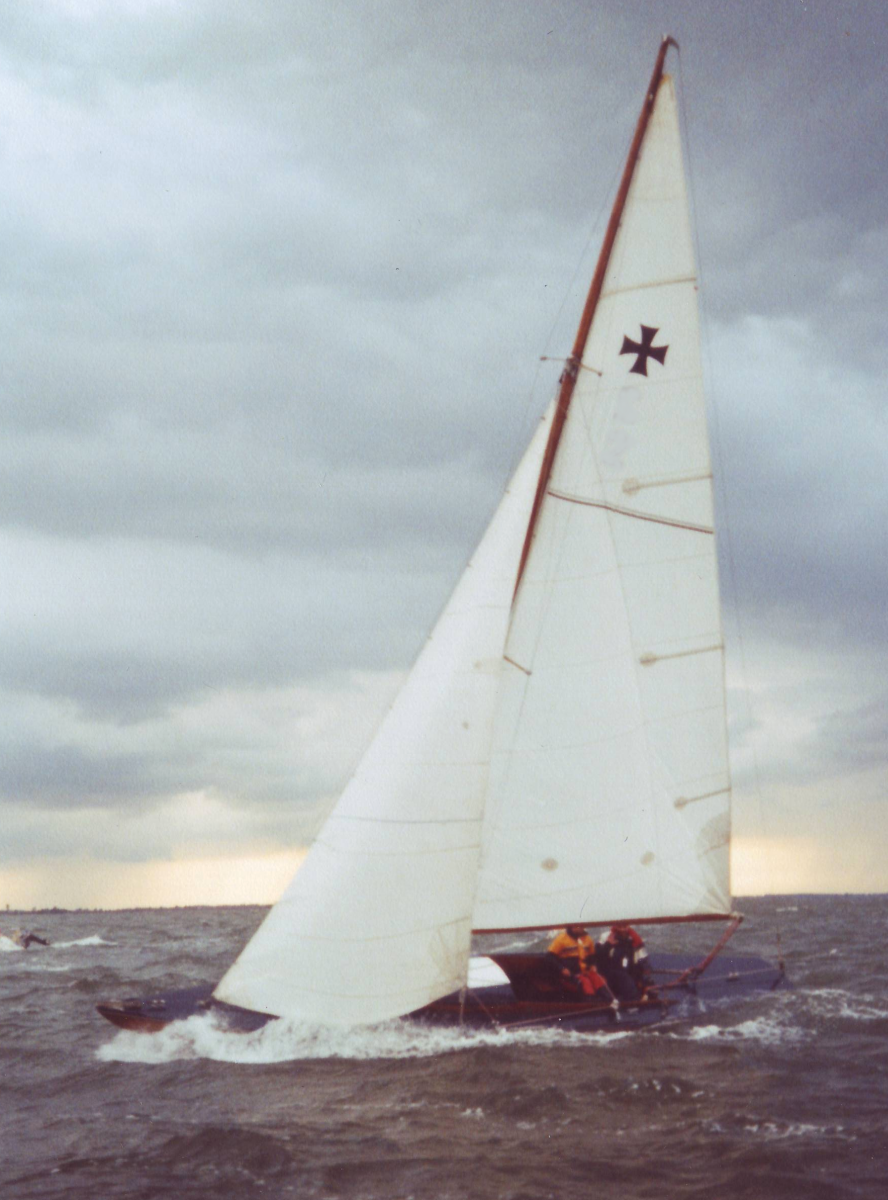
25-m²-Einheitskielyacht – Malteserkreuzer

Optisch ist die 25-m²-Einheitskielyacht ein typisches Kind ihrer Zeit. Ihre Linien, der lang gestreckte Rumpf mit dem niedrigen Freibord, dem weit vorragenden Bug und dem schlanken Yachtheck, sowie darüber ein hohes Rigg, drücken aus, was in den 1930er-Jahren als eine elegante Yacht bezeichnet wurde. 
1952 wurde dieser Kielbootstyp der Altersklasse zugeordnet.